# Flunaryzyna
Flunaryzyna (łac. flunarizinum) – organiczny związek chemiczny, antagonista kanału wapniowego, pochodna cynaryzyny. Blokuje działanie histaminy, silnie i długotrwale znosi skurcz i zwężenie drobnych naczyń.

## Wskazania
- zawroty głowy pochodzenia przedsionkowego
- bóle głowy wywołane zmianami naczyniowymi
- zaburzenia krążenia mózgowego
- zaburzenia pamięci
- choroba Raynauda

## Przeciwwskazania
- nadwrażliwość na lek
- zaburzenia czynności wątroby lub nerek
- choroba Parkinsona
- depresja
- objawy pozapiramidowe
- niektóre choroby neurologiczne

## Działania niepożądane
- bóle brzucha
- nudności
- wymioty
- biegunka
- zaparcia
- wzrost masy ciała
- osłabienie
- uczucie zmęczenia
- bezsenność
- nadmierne pobudzenie
- drgawki
- bóle i zawroty głowy
- objawy depresji

## Preparaty
- Flunarizinum – tabletki 0,005 g

## Dawkowanie
Doustnie. Dawkę i częstotliwość przyjmowania leku ustala lekarz. Zwykle u osób dorosłych z migreną lub zawrotami głowy 10 mg na dobę w jednej dawce.